# Всесвітній торговий центр 2
Всесвітній торговий центр 2, Two World Trade Center, 2 WTC, 200 Greenwich Street — хмарочос, який будується в нижньому Мангеттені в місті Нью-Йорк, США на місті знищеного в результаті терористичної атаки 11 вересня 2001 року Всесвітнього торгового центру. Висота 88-поверхового хмарочоса складе 414 метр. Будівля буде знаходитися на східній стороні Greenwich Street, через дорогу від первісного розташування ВТЦ, знищеного 11 вересня 2001. Будівництво було розпочато в 2010 році й планувалося завершити в 2015 році.
Після завершення будівництва цей хмарочос стане одним з найвищих хмарочосів у місті Нью-Йорк і в США в цілому. Також це буде один з найвищих хмарочосів у світі.
88-поверхова будівля була спроєктована лондонською компанією «Foster and Partners» і досягатиме висоти в 387 м (зі шпилем — 411 м). Для порівняння, 102-поверховий Empire State Building має висоту 381 м, зі шпилем — 443,2 м. Після побудови вежа стане другою за висотою хмарочосом ВТЦ. Загальна площа приміщень у вежі приблизно буде складати 220 000 м² для офісних приміщень і 12 000 м² для роздрібної торгівлі, вестибюлів метро PATH тощо.
Станом на 2017 рік будівництво заморожено.

## Дизайн
Хмарочос, спроєктований лондонською компанією Foster and Partners, матиме повністю засклений фасад. На кожній стороні будуть зроблені поглиблення, що імітують поділ вежі на 4 частини. Похилий дах, виконано у формі ромба, буде нахилено до Меморіалу ВТЦ, причому сама вежа буде розташована так, що 11 вересня тінь від неї не падатиме на Меморіал. Такий дах послужить візуальним маркером близько горизонту, вказуючи, де саме стояли оригінальні вежі. Башта буде нагадувати діамант.

## Спорудження
Спорудження підмурівку розпочалося 1 червня 2010 року та тривало до кінця 2011 року. У листопаді 2010 року три паливних елементи PureCell були доставлені до місця розташування WTC 2. Вони будуть забезпечувати 30 % всього енергоспоживання вежі. 29 вересня 2011, будівля досягла рівня поверхні. На початок 2012 року, згідно з онлайновою базою даних Emporis, було завершено будівництво фундаменту будівлі, і почалася робота над нижніми рівнями.
У 2015 році було змінено проєкт. Відкриття башти було заплановано на 2020 рік. Станом на 2017 рік будівництво заморожено.